# Агаджанов, Эдуард Амаякович
Эдуа́рд Амая́кович Агаджа́нов (арм. Էդուարդ Աղաջանով, 28 октября 1952, Кировабад — 19 мая 2008) — армянский политический и государственный деятель.

## Биография
- 1969 — окончил среднюю школу N 11.
- 1969—1974 — факультет экономики Ереванского государственного университета.
- 1974—1977 — старший инженер на Абовянском заводе «Измеритель».
- 1977—1978 — начальник производственно-технического отдела на Чаренцаванском заводе «Центролит», а в 1978—1979 — заместитель начальника материально-технического отдела.
- 1980 — работал младшим научным сотрудником в институте нормативы армянского филиала НА госплана СССР.
- 1980—1985 — работал в институте экономики НА СССР старшим экономистом.
- 1985—1991 — младший, старший научный сотрудник, руководитель научного отдела того же института.
- С 1986 — является кандидатом экономических наук. Автор монографии и 7 научных статьей.
- 1995—1998 — Министр статистики, государственного регистра и анализа Армении.
- Эксперт Верховного совета СССР, главный эксперт аппарата президента Армении.